# بودلي هيد
بودلي هيد (بالإنجليزية: The Bodley Head) هي دار نشر إنجليزية، تأسست في عام 1887 وقامَت ككيان مستقل في العقد الثامن من القرن العشرين. وتم استخدام اسم وبصمة من كُتب دار راندوم للأطفال في الفترة من 1987 إلى 2008. وقد قامت دار رئيس بدلي بنشر بعض من مؤلفات الكاتبة الإنجليزية أجاثا كريستي وذلك من عام 1922 وحتى عام 1925.

## روايات أجاثا كريستي التي نشرتها
1. العدو الغامض (1922).
2. جريمة في ملعب الغولف (1923).
3. تحقيقات بوارو (1924).
4. ذو البدلة البنية (1924).
5. أسرار المداخن (1925).